# 218 (nombre)
Cet article concerne le nombre 218. Pour l'année, voir 218.
218 (deux cent dix-huit) est l'entier naturel qui suit 217 et qui précède 219.

## En mathématiques
Deux cent dix-huit est :
- la fonction de Mertens retourne 3 un record élevé qui tient jusqu'au nombre 219.
- un nombre nontotient.
- un nombre noncototient.

## Dans d'autres domaines
Deux cent dix-huit est aussi :
- Années historiques : -218, 218